# معركة وادي عارة
معركة وادي عارة هي البداية لمعركة شارون التي كانت جنبًا إلى جنب مع معركة نابلس واللتان منهما تشكلت معركة مجدو في الأشهر الأخيرة لحملة سيناء وفلسطين خلال الحرب العالمية الأولى.